# 水沢レイン
水沢 レイン（みずさわ れいん、1983年8月17日 - ）は、日本の俳優。株式会社KMH企画所属　東京都出身。

## 出演

### 映画
- 高明監督「神待ち少女と無罪の男」（2009年9月）-AV 男優役
- 福島監督「エチュード」（2010年5月）-水沢レイン役（主役）
- 「エターナル・マリア」（2016年6月）-警察官の声、AV 女優にインタビューする声[2]
- HiGH & LOW THE MOVIE3 FINAL MISSON（2017年11月） -刑事役
- 大友啓史監督「億男」（2018年10月） -金持ちの客役
- 「本当にあった呪いのビデオ」81（2018年12月）-秋葉原の客役、インタビュアー役
- 河合隼人監督　｢かぐや様は告らせたい～天才たちの恋愛頭脳戦～｣　生徒役　(2019年９月６日)
- グレーゾーン 白い戦闘員役(2019年9月)
- 福田組「新解釈三國志」兵士役(2020年12月)
- 東京メディアアーツ学院 令和二年度一年後期ドラマ制作実習作品 水岡多梨菜監督  「約束の飴」伊藤健一役   (2020年12月)
- 第8回ゴールデンエッグ プロジェクト 短篇作品  「僕と一緒に死んでください」  監督 谷本佳織

    水沢マネージャー役  (2021年4月)
- TRENDEAR学園探偵 薔薇戦士～薔薇戦士誕生～倉科遼原作 監督 東真司    木下辰夫役(2021年5月)　コロナの影響で中止
- 映画   BUGS2    犬飼役 (2022年10月2日)
- 映画「キャラクター」中村獅童　ボディータブル　監督　永井聡（2021年6月11日）
- JHORRORSTORY 「パンデミックホテル」 医師緒方(水本)役（2021年8月6日）
- 第9回 ゴールデンエッグプロジェクト 短編映画 「劈～ツンザク～」 監督 冨田卓 市民活動家 510 役   (2021年10月1日)
- 山本俊輔監督　「フリークスの雨傘」吉村大輔役（2022年公開予定)
- 第10回 ゴールデンエッグプロジェクト 長編映画 香月秀之 監督 「第3番変イ長調」江田刑事 役(2022年2月予定)
- 映画ハオト　丈　監督　兵士　盛岡拓郎役　(2025年公開予定)
- 映画　Stranger 稀人　超辛グランマサラー　明日香刑事役　（2025年公開予定）
- 映画　Lotus〜久遠に流れし三世の因果　浅野内匠頭役　監督　高山旭　(2026年公開予定)

### 舞台
- 劇団C.A.T第6回公演「小さな星の旅人」（2002年10月13日、調布市文化会館映像シアター）-ビビボーイ役
- 「かわいそうな象」（2003年）-飼育員役
- 劇団やったるday！第8回公演「はなと五つの願い」（2004年6月）-イケメン役
- 日本最古の芝居小屋 康楽館一年公演｢居眠り京四郎｣（2005年）-弥助役（準主役）
- 青年芸術協会「夏の夜の夢」（2009年8月）-ライサンダー役
- 劇団野ばら「虫たちのファンタジー」（2010年）-てんとう虫のキキ役[3]
- 石橋直也プロデュース公演｢黒狐｣（2008年　池袋シアターボックス)-森欄丸役
- ブッチー武者プロデュース公演｢ロマンティックライフ｣（2009年）-イケメン役[4]

共演者 お笑い芸人レギュラー、吉野紗香
- エムシーズエンタープライズプロデュース「エグジスタンス～エピソード０～」（2009年12月5日-7日 六行会ホール ）-健太役

共演者 久保田悠来、林野健志
- 「リンク、パック」（2010年6月13-14日、シアターミラクル）-ヨン様役
- 笹塚ファクトリー+クオーレプロデュース「どん底幕末伝」　第1回　大輪茂男演出作品（2010年７月28日-８月1日、笹塚ファクトリー）-薩摩藩士・岡田太一役[5]
- 劇団シナチク「ミカケダケデヒトノネウチヲ」（2011年1月28日-30日、シアターミラクル）-水沢レイン役
- アポロ5「四つの駒」（2011年9月11日-13日、青山円形劇場)-人質神崎英晴役[6]

共演者 堀川りょう、折井あゆみ
- アポロ5「OVER SMILE-オーバースマイル-」（2012年12月19日-23日、新宿シアターモリエール）-謎のウェイター役[7]

共演者 村上幸平、堀川りょう
- アポロ５「レプリカ」（2013年6月20日-23日、シアターサンモール）-ニュースキャスター張沢役[8]

共演者 井上正大、堀川りょう
- milky「悲しき雨音」（2016年2月17日-21日、木星劇場）-時雄役（主役）
- 劇団風凜華斬第15回公演「車窓の外は星の海」（2016年4月８日-10日、シアターシャイン）-謎の男　健二役[9]
- 日本民話シリーズ同好会「Future Artist Treasure」〜朗読会〜（2016年5月14日、Live cafe Moonstone）[10]
- 劇団おおたけ産業「見た目、偏見、そりゃあ大変」（2016年5月26日-29日、新生館シアター）-健司役（主役）[11]
- 青年芸術協会　夏の夜の夢(再演)ライサンダー役深川江戸資料館(2016年８月13日～１５日)
- milky「地下アイドル☆ミコりんのマニアック事件簿２〜白薔薇連続殺人事件〜」（2016年８月26日-28日、参宮橋トランスミッション）-冴島直人役[12]
- 「blanc et noir-白と黒の夜会-」（2016年11月19日、六本木アラジン）-ジュリアンソレル役（主役）[13]
- Favorite Banana Indians 第9回本公演「Singularity Crash〜〈わたし〉に続く果てしない物語（ストーリー）〜」（2016年12月16-18日、ワーサルシアター八幡山）-タケシ役（準主役）[14]

共演者 AKB48 松原夏海
- 「ボクとママと発達障がい」（2017年9月13日-18日、劇場 MOMO ）-石田役[15]
- なないろ「てやんdays 」（2017年12月30日-2018年1月2日、シアターモリエール）-源真役[16]
- 劇団空間演人「GO,JET!GO!GO!vol.7〜そんなヒロシに騙されて〜」（2019年4月11日-21日、A-Garage）-ヒロシ役（主役）[17]
- 祖国への挽歌～日系マフィアジョーの伝説～モンタナ七人衆ホビー原口役　六本木俳優座劇場　(2019年６月４日～６月９日)
- 劇団芸優座　O･ ヘンリー物語The Last leaf  アーノルド役　岩手県花巻市文化会館(2019年9月5日～9月6日)
- 劇団芸優座　昇らぬ朝日のあるものを～幻のオリンピアン～　　新聞記者役　シビックセンター大ホール(2019年10月17日)
- 女因175part 2更生　ホスト陸　ゲイの風太　保険屋の田中役　池袋シアターグリーンBox in Box treasure (2019年11月19日～11月24日)
- ラ･ボエーム　助演｢大道芸人役｣　新国立劇場　(2020年1月24日、26日、28日、31日、2月2日)
- Yプロジェクトプロデュース公演+演劇倶楽部〈オーズ〉企画製作　演出　大谷朗　  喜劇　｢浅草の陽気な女房たち｣　武司役　(2020年9月9日～13日)　渋谷伝承ホール
- 遅咲会    「どんでん返しを求めて」小林役   サンモールスタジオ(2020年11月11日～11月15日)
- 舞台    Princess In  Afternoontea  Land  「PIAL」主演 執事ノエル   (2020年12月5日、12日、13日)
- パンプランニング「みんなで演じるひとり芝居～朗読劇短篇集」(主役)スガナレル     会場   上野ストアハウス      (2021年4月20日～26日)
- 朗読劇集団Point  第5回目公演「関係」 大見静哉役   会場  秋葉原カフェトリオンブ   (2021年 5月22日～23日)
- パン ・プランニング 「みんなで演じる1人芝居～朗読劇風短編集2  ラジオドラマ風ホームドラマ里帰り」( 主役 )パパ役 上野ストアーハウス (2021年6月9日～13日)
- 劇団不協和音 復活公演  クーペ追悼公演「天使になったドラキュア」山下役   劇場 上野ストアーハウス  (2022年1月26日～30日)
- 劇団グスタフプロデュース公演　Twelfth Night OR What You Will 　オーシーノ公爵役(2022年5月27日〜29日)
- 劇団うけつ　アテンションブリーフ　吉田役　下北沢OFFOFFシアター(2022年6月29日〜7月3日)
- LAPlTA☆SHIP VOL.2　『凛人』作　演出　　　丈　　東京公演　『劇』小劇場　下北沢　　　　川越厚生役　　(2022年８月31日〜9月11日)
- おむすびシアター　朗読劇　ゲスト水沢レイン(２０２２年９月２５日)
- JOE　Company主催公演　東京公演　京都公演　『冬冬とうとう』おかよ役　『Behappy』ホームレス役　　　　　　　　京都公演　THEATRE E９KYOTO(2022年11月19日〜11月23日)
- 東京公演　下北沢小劇場楽園　(2022年１１月３０日〜１２月７日)
- 劇団グスタフ　感謝祭イベント　会場　グスタフシアター　演者ゲスト　(2022年１2月17日、１８日)

•劇団グスタフプロデュース公演
　「家族の景色」　会場　グスタフシアター　山本隆男役　(２０２３年３月18日〜21日)
•LAPlTA☆SHIP VOL.３ 『騙されざる者たち』　作　演出　丈　乃木新平役　会場　中野ザポケット　(２０２３年4月２６日〜4月３０日)
劇団不協和音　第二回公演　『石神井公園総合病院物語』青木武士役　会場　サンモールスタジオ　(2024年1月24日〜1月28日)
・ＪOE Compay 公演　『なりすまし家族』作　演出　丈　　水沢レイン役　会場　下北沢B1 (2024年5月29日〜6月9日) 
•ミュージカル　原邦雄原作　『ほメガネの村』     (主役)サルサ社長役  会場　雷5656会館　浅草　(2024年7月31日〜8月4日) 
・The Eternal Jazz The Greatest Show    メインキャスト　ボンバースト男爵役　会場　新国立劇場中劇場 (2025年3月23日) 
・劇団制作委員会主催公演　（株）ロミオと（株）ジュリエット　高橋遼平役　会場　アトリエファンファーレ高円寺　(2025年5月22日〜5月25日)    

### ＴＶ
- NHK 土曜時代劇オトコマエ９話｢夢見てぇ～｣親玉役　(2008年　6月4日)
- 日本TV　世界一のショータイム第三弾｢梶原比出樹パフォーマンス｣(2010年6月10日)
- ザ･世界仰天ニュース、深イイ話、魔女たちの22時、行列の出来る法律相談所、爆報The フライデー、 (2010年～2020年）
- 東京MX  バラ色ダンディー｢イケメン合コン彼氏役｣(201５年５月23日)
- フジテレビ　Mr.サンデー　｢ホスト役｣(2018年８月)
- TBS キニナル金曜日　｢スレンダーパッドダイエットモニター｣(2019年6月)
- 東京MX ５時に夢中｢カラオケで歌う下手くそな男性役｣(2018年12月10日)
- 日本テレビ｢偽装不倫｣会社員役(2019年１０月)
- テレビ東京｢ウルトラマンタイガ｣１７話　(2019年10月)
- 日本テレビ｢衝撃のアノ人に会ってみた！｣　(2019年10月)
- BS テレビ　ドラマオトコマエ９話再放送　悪の親玉役　(2019年　10月)
- NHK 逆転人生　｢兄弟が開発人気の密閉鍋、町工場の誇りを取り戻す｣　工場作業員役　(2019年10月)
- フジテレビ｢芸能人が本気で考えた!ドッキリGP ｣幽霊役(2019年12月)
- TBS  ジョブチューン｢鶏の胸肉(BCAA )肝硬変、脂肪改善予防｣
- TBS ｢未来はココまで来た！｣手話翻訳機ネタ　再現主役　(2020年３月11日)
- 踊る‼️さんま御殿　(日本テレビ)　｢私が人より過敏に反応してしまうこと｣ネタ　ハゲの婚約者役　(2020年3月)
- NHK 逆転人生　｢中小企業を支える借金地獄サバイバー｣ヤミ金トップ役　(2020年４月20日)
- TBS 　ワールド極限ミステリー　　No.18　怯える客役　　(2020年6月)
- テレビ東京　ウルトラマンZ５話　｢ファーストジャグリング｣　科学者役　(2020年7月18日)
- TBS 　　｢この差って何ですか？｣　(2020年8月1日)
- TBS  爆報!THEフライデー(都市伝説編)　再現　刑事役　(2020年8月7日)
- テレビ朝日   ウルトラマンZ 8話    ( 2020年8月9日)
- フジテレビ系関西テレビ「竜の道～2つの顔の復讐者」4話 ホスト役(2020年8月18日)
- 行列のできる法律相談所  (綾野剛ネタ)綾野剛の仕事仲間役  (2020年11月8日)
- 爆報Theフライデー(カリスマ刑事ネタ)機動隊役 (2020年11月13日)
- 爆報Theフライデー本当にあった衝撃の逮捕劇SP   詐欺師役(2020年11月27日)
- 日本テレビ  ダマされた大賞  ピエロ役   (2020年12月27日)

### CM
- スカルプD「ボーテピュアフリーアイラッシュ」-EXILE TETUYAスタンドインモデル（2013年1月）
- スマートマカニティマーク（2017年1月）
- お口防衛隊（2017年8月）-医者役
- Ourphoto （2017年9月）
- 東京都パラスポーツ観戦促進CM（2018年5月）
- AGC（2018年10月）-研究員役
- Google Play（2018年10月） -スタンドインモデル
- 三井不動産柏の葉キャンパス（2017年11月）-ビジネスマンの声
- 中小企業基盤整備機構CM （2018年10月）-イカれる社員役
- ライザップ「森永卓郎ゆるサポライザップ編」（2018年11月）-サブキャスト役
- I-QOS 3.0 shooting day （2018年11月）-ビジネスマン役
- パイロット（2018年11月）-合格発表を喜ぶ受験生役
- 霧島酒造（2018年11月）-スタンドインモデル
- ワーナーブラザーズ「クリード　炎の宿敵」（2018年12月）-感想インタビュー
- バイキング　富山県あかね会CM「水沢レイン」（2019年1月）
- 森ビル　(2019年４月22日)
- ドクターシーラボ　｢美禅食カロリースルーゼリー｣モニター　(2019年５月１８日)
- アディダス(2019年６月)
- レディースアートネイチャー｢ビューティーアップミュウ｣会社員役(2019年６月24日)
- adidas   (2019年７月１６日)
- マクドナルドCM  ワイルドスパイシービーフ&マイルドカレーチキン｢スパイシーヒーロー誕生｣スパイシーヒーロー隊員役　(2019年７月29日)
- UQ モバイル　｢世界がお前を待っていた｣世界大会編　お客様役(2019年７月)
- アイフル  (2020年１月)
- 三菱電機　(2020年３月３日)
- つうはん本舗　｢お腹の脂肪に黒しょうが｣　　お腹の脂肪選手権　45歳サラリーマン役　(テレビ朝日)　　(2020年５月27日)
- Game with 彼氏役　(2020年　６月)
- 5IVE GROUP  男性紹介者役　(2024年11月)
- 関西空港泉州の湯　父親役　(2025年5月23日）

### ラジオ
- 長井秀和＆蘭翠　ラジオゲスト　水沢レイン（2015年6月）
- 市川うららFM「INDIES NIGHT」ゲスト（2016年8月）
- 渋谷クロスFM「Minmin のフライデーナイト」ゲスト（2018年10月）
- 鎌倉FM「ユイガクドクソング」ゲスト水沢レイン  (2020年9月1日、8日)
- 池袋FM  贈り物～Believe in you ～  (2020年9月25日)
- 市川うららFM 「天音汐那のラジぽよ」第3回目ゲスト  (2021年5月3日)
- キューブラーロース 死の5段階 イベントナレーション  (2021年11月29日)
- 週間ラジオ いちのみやFM アニメッツ   ゲスト  高速戦隊ターボレンジャー キリカ役 森下雅子、水沢レイン

(2022年予定)
•  『シュンサクｘ千瑛の今日コレ！』フィナーレ　ゲスト　荻原佐代子　水沢レイン(2024年9月28日)
• 勝山白麗&水沢レイン　渋谷クロスFM  『KMH会議』

### モデル
- 相模大野ステーションスクエア逆バレンタインイベント（2009年1月）-男性エスコート役
- Fujitsu総合的カタログモデル（2010年10月）-主役
- 結婚雑誌ゼクシィー（2006年）
- ストライドガムイベント（2008年）
- CAPCOM 戦国BASARA イベントモデル（2010年8月）-伊達政宗役
- 田中レーヌファションショー（2006年）-主役
- ブライダルモデル（ソシア21、原宿東郷記念館、モントレ横浜、モントレ銀座、モントレ赤坂、日航東京ホテル　その他多数、2006年～2014年）
- 横浜ライムの風　水沢レイン個人撮影会（2015年3月27日）
- 新百合ヶ丘クロッキー会（2015年6月）
- 美輪明宏舞台「毛皮のマリー」イメージイラストモデル（2015年10月）
- 東京クロッキー会モデル（2014年9月～2015年10月）
- 東京ガールズフェスタ（2015年10月）-男性エスコート
- 相模原デッサン会「水沢レインを描く会」（2016年11月）
- Our Photo七五三出張撮影サービス（2017年10月）-パパ役
- ViiV healthcare ｢Dovato ｣ 広告モデル　(2020年2月)
- 清水運輸株式会社ホームページモデル  上司役(2020年12月)
- YUNG   男性モニター (2021年9月15日)
- 東京渋谷コレクション男性モデル(２０２２年５月１５日)
- 会員制リゾート施設『山城屋』DVD紹介モデル　抱晴彦監督　(２０２２年９月２７日〜２８日)

### 司会
- 林みすず&水沢レインPresentsアスリートイベント（2015年8月）
- 山村響主催live （2016年3月）
- hirofumi王子主催live（2014年12月）
- Mizumo TV 配信イベント　fresh （2018年3月）
- アメノウズメ　ベリーダンス（2016年9月）
- 仁和令子「Tokyoワルツ」司会  (2018年2月25日)
- 鳥越アズーリFM 三井と水沢の知ってもらいまSHOW ダブルMC  (〜2022年2月19日)
- BlueParty青い信念クルーズパーティー　司会　(２０２２年８月３日)
- その他多数

### ネット配信
- Tokyo  GLRLS  FESTA   赤坂BLITZ  ドルチェヴィータチーム     男性エスコート役 (2016年7月)
- ANABAMへGo!～白と黒の夜会～　(2016年10月)
- AbemaTV 「矢口真里の火曜日The night」（2017年）-プロフィール出演
- AbemaTV「DTテレビ 虎の穴恋愛テクニック」（2018年）-主役
- Abema Fresh!「LITTLE more dream」（2018年7月）-ゲスト[19]
- AbemaTV Fresh!「クルーズTV」（2018年11月）-ゲスト
- 南雲堂「恋するブックカフェ」40回目（2018年）-ゲスト
- Netflix 「The Emperor of porno」（2018年11月）-野球部員役
- AbemaTV Fresh!「クルーズTV」（2018年12月）-ゲスト
- AbemaTV 「おぎやはぎの「ブス」テレビ」100回記念（2019年2月）-ゲスト
- ソクミルコラボ番組　近藤郁の生イクch  飛び入りゲスト水沢レイン　(2019年9月19日)
- MKテレビ観覧生放送   Nanaチャンネル    ゲスト水沢レイン   (2019年9月23日)
- ｢xdrive ｣タクシーCM  (FCE トレーニング･カンパニー)質問PDC 編　新入社員役　(2019年９月26日)
- 自由が丘FMTV「夜ズバ！」ゲスト出演（2019年10月）
- 東京FM  茜沢ユメル｢ユメルのモナリザラウンジ｣ゲスト水沢レイン　(2019年12月22日)
- Amazonprimevideo ｢湘南純愛組｣２話、６話、７話　ヤンキー役　辻高校１年生役　(2020年2月28日)
- NTTラーニングシステムｽﾞ  ハラスメントVR (2020年3月24日)
- なないろTV　舞台｢てやんDays ｣本編　源真役　(2020年４月)
- なないろTV　舞台｢てやんdays アフターイベント｣　ゲスト水沢レイン　　(2020年５月)
- スカパー番組　V☆パラダイス｢誘女、派遣します。｣54話　大槻ひびき篇　ターゲット役(2020年７月）
- 水沢レインYouTubeちゃんねる (2020年5月開設 - 2021年6月)
- LOST ARK Web広告  (2020年8月14日)
- 三井ガーデンホテル(2020年8月25日)
- 鎌倉FM「ユイガクドクソング」ゲスト水沢レイン(2020年9月1日、8日)
- 遅咲会「どんでん返しを求めて」アフタートーク ゲスト出演(2020年11月24日)
- J HORROR STORY    「どろ女」   主役 裕也役    (2020年12月19日)
- 『映画BUGSⅡ出演者コメント』水沢レイン
- 鳥越アズーリFM「アズーリーサンデー！～山本悠のDandy Tonight～」ゲスト出演水沢レイン(2021年1月17日)
- JHORRORSTORY  「夜道の女」主役  幽霊役    (2021年2月12日)
- 鳥越アズーリFM『三井と水沢の知ってもらいましょう』スタート！！（2021年2月13日）主なゲスト  オスマン・サンコン 井上あずみ 平塚千瑛 その他多数
- JHORRORSTORY  「エレベーターの幽霊」主役　オタク役（2021年3月12日）
- JHORRORSTORY 「呪怨のベッド」ヒロ役  (2021年3月18日)
- アズーリーモーニング金曜日　ゲスト 水沢レイン(2021年4月9日)
- JHORRORSTORYひきこさん 2021年最恐の都市伝説  男 役 (2021年4月23日)
- 鳥越アズーリFM 特別企画 水沢レインのブラックなささやき  MC 水沢レイン (2021年5月29日〜)
- JHORRORSTORY 「恐怖」ストーカー殺人 実は計画通り ヒトコワ 人怖 人が怖い　朗太役　(2021年6月25日)
- JHORRORSTORY 「意味がわかると怖い話」2021年版"ベッド下の男"  陵役　(2021年6月27日)

・元ぎゃるお先生チャンネル ゲスト出演 水沢レインさんとしっぽり焼肉を食べてきた(2021年5月)
- JHORRORSTORY もしも民泊が事故物件だったら・「人を喰う家」 ヒロ役 (2021年7月14日)
- JHORRORSTORY 「幽霊が監禁されたアイドルを襲う」 緒方役（2021年8月6日）
- 実録ジャーナル インタビュー 水沢レイン  (2021年9月23日)
- 浅草俳優対談  野郎デートYoutube  ゲスト 水沢レイン  パート①(2021年1０月27日)
- Indust―film Portrait(S) 第6話

那須川謙介 役 (2022年配信予定)
- 浅草俳優対談  野郎デートYoutube  ゲスト 水沢レイン パート②(2021年11月14日)
- 斉藤裕亮作品 (2022年配信予定)
- 華衛士Ｆ８ＡＢＡ６ジサリス第４話『喜びの歌』エスピス役　(２０２３年５月28日)

- 漫画Youtube作品 「イサ厶ダイアリー」原作 加藤伸吉  バカとゴッホ シンゴ役、友達役  (2022年2月)
- 華衛士Ｆ８ＡＢＡ６ジサリス第８話『むじゅんな心』エスピス役　(２０２３年６月２５日)

### 歌
- 三井と水沢の知ってもらいまSHOWオープニングテーマ「三井と水沢のｍｍSHOW」

### その他
- メルヘンベリー「エリス」MV（2015年6月）-浮気男役[20]
- 日本民話シリーズCD第６弾「ウシとお坊さん」（2015年10月）-お百姓さん役[21]
- 「水沢レイン写真集１～４」（D-Photobook、2015年4月～12月）
- 水沢レイン仮面ライダー愛好会（2016年9月）
- 「CAPA」2017年11月号 -our photo水沢レインパパ役
- 水沢レイン&すみきち合同飲み会（2018年5月）
- 水沢レイン&水上さや交流会（2018年7月）
- 日本鋳造納涼祭（2018年８月）ゲスト
- ホワイトパーティースマホお助け隊（2018年10月）
- マイナビ社員教育動画（2018年10月）
- 島瑞穂birthdayパーティー男性エスコート役（2018年10月）
- 日光江戸村-アトラクション（2018年12月）
- 富山県イベント「あかね会新春カラオケ懇親会」ゲスト（2019年1月20日）
- SUNTORY社内撮影-レモンハイを楽しむお客様役（2019年3月）
- カラオケイベント「心の架け橋」ダンスサロンAmi（2019年4月）
- 女因175part 2更生　女優たちの昭和歌謡Night vol 12　Special live  銀座TACT (2019年10月23日)
- ダウンタウンガキの使いにはならへんで　松本人志スタンドイン　(2019年8月17日)
- ゴールドライジングショー　長井秀和カラオケイベント　ゲスト出演(2020年３月１４日)
- みーちゃんのヒットパレードゲスト出演(2020年2月28日)会場　新宿hardpower
- 中村獅童ボディタブル吹替え　(2020年10月4日)
- 水沢レインオフ会  1回目～4回(2015年～2019年)
- はまなす劇団  華菊流  一本締めパフォーマンスショー   竹取の湯    ゲスト水沢レイン(2020年11月22日)
- J Horror Storyオンライン上映会（2021年2月23日）
- 第2回横須賀カラオケバトル＆発表会 ゲスト 華菊華優 団体バックダンサー (2021年5月25日)
- 斉藤裕亮の城  ゲスト  水沢レイン (2021年6月9日)
- 豊田えま オリジナル曲 guru✖️2  マリッジブルー ジョイサウンド  彼氏役  (2021年6月20日)
- JHORRORSTORY 「パンデミック・ホテル」 緒方役　上映会 (2021年7月18日) 会場 TCC試写室
- よろずや探偵BOSS イベントPR インフルエンサー (2021年11月16日)
- 尾崎豊　追悼３０周年キラーカーンのカレー復活イベントゲスト出演　(２０２２年４月２４日)
- 華衛士F8ABA6ジサリス　ガンディアルシステム　エスピスカード(2024年8月17日)